# 日瓦奇夫
48°48′5″N 25°10′12″E / 48.80139°N 25.17000°E
日瓦奇夫（烏克蘭語：Живачів），是烏克蘭西部的村莊，隸屬伊萬諾-弗蘭科夫斯克州的伊萬諾-弗蘭科夫斯克區。該村始建於1482年，面積18.4平方公里，2001年人口1,085，人口密度每平方公里59人。